# H.H. Đệ Tam Thế Đa Kiệt Khương Phật
 H.H. Đệ Tam Thế Đa Kiệt Khương Phật   (Anh ngữ: H.H. Dorje Chang Buddha III, Tiếng Hoa: H.H.第三世多杰羌佛, Tiếng Nhật: H.H.ドルジェチャン仏第三世, sinh năm 1955.) Phật hiệu đầy đủ là Đỉnh Thánh Như Lai Đệ Tam Thế Đa Kiệt Khương Phật Wanko Yeshe Norbu, danh hiệu viết tắt Đệ Tam Thế Đa Kiệt Khương Phật, danh xưng Wan Ko Yee Đa Kiệt Khương Phật Đệ Tam Thế, Hoa kiều quốc tịch Mỹ, nơi sinh Trung Quốc tỉnh Tứ Xuyên huyện Đại Ấp. Đệ Tam Thế Đa Kiệt Khương Phật đã được Phật giáo nhiều giáo phái Pháp vương, Nhiếp Chính vương, Rinpoche v.v…, dựa theo văn bản hợp pháp của Phật giáo về chế độ chuyển thế gởi kèm chứng thực và lời chúc mừng, đã được Chính phủ Hoa Kỳ Hạ viện ra Nghị quyết chứng nhận, là Vị Nguyên Thủy Báo Thân Phật của Phật giáo Đa Kiệt Khương Phật với Báo thân hoàn hảo giáng thế, Phật giáo Vị lãnh tụ tối cao, trước khi được chứng thực tên Ngài từng được dùng là Yangwo Wanko Yeshe Norbu Đại Pháp Vương. Vào ngày 14 tháng 6 năm 2011 Ngài vinh dự nhận được giải thưởng danh dự hàng đầu với cấp độ nguyên thủ giải thưởng Hòa Bình Thế Giới (World Peace Prize – Top Honor Prize), từ khi thành lập vào năm 1989 đến nay, là Vị Lãnh tụ Phật giáo đầu tiên nhận được giải thưởng này trong.

## tham khảo
1. ↑  "Definition of "holiness" - English Dictionary" (bằng tiếng Anh). Cambridge University Press. Bản gốc lưu trữ ngày 14 tháng 4 năm 2018.
2. 1 2  H.H. Dorje Chang Buddha III A TREASURY OF TRUE BUDDHA-DHARMA《多杰羌佛第三世－正法寶典》 (PDF) (bằng tiếng Trung và Anh). USA: World Buddhism Publishing LLC 全球佛教出版社，World Dharma Voice, Inc 世界法音出版社. 2008. tr. 65–138. ISBN 9781892727411. Lưu trữ (PDF) bản gốc ngày 14 tháng 4 năm 2018.
3. ↑  International Buddhism Sangha Association (September 2–8, 2001). "H.H. Dorje Chang Buddha III Has Been Truly Recognized In Accordance With The Dharma" (PDF) (bằng tiếng Anh). NORCAL ASIAN JOURNAL. tr. A8. Bản gốc (PDF) lưu trữ ngày 11 tháng 4 năm 2018.{{Chú thích báo}}:  Quản lý CS1: định dạng ngày tháng (liên kết)
4. 1 2  Congress Gov. (ngày 10 tháng 9 năm 2008). "H.Res.1423 - Congratulating Master Wan Ko Yee, a permanent resident of the United States, on the publication of his teachings and accomplishments in the book titled, "H.H. Dorje Chang Buddha III: A Treasury of True Buddha-Dharma"" (bằng tiếng Anh). Bản gốc lưu trữ ngày 14 tháng 4 năm 2018. recognizes Master Wan Ko Yee as the true incarnation of the primordial Buddha, namely H.H. Dorje Chang Buddha III.
5. ↑  "H.Res.440 - Congratulating H.H. Dorje Chang Buddha III and the Honorable Ben Gilman on being awarded the 2010 World Peace Prize" (bằng tiếng Anh). CONGRESS GOV. ngày 4 tháng 10 năm 2011. Bản gốc lưu trữ ngày 14 tháng 4 năm 2018.
6. ↑  "S.Res.505 - A resolution congratulating His Holiness Dorje Chang Buddha III and The Honorable Benjamin A. Gilman on being awarded the 2010 World Peace Prize" (bằng tiếng Anh). CONGRESS GOV. ngày 26 tháng 6 năm 2012. Bản gốc lưu trữ ngày 14 tháng 4 năm 2018.
7. 1 2  "S.Res.614 - A resolution celebrating the World Peace Corps Mission and the World Peace Prize" (bằng tiếng Anh). CONGRESS GOV. ngày 12 tháng 12 năm 2012. Bản gốc lưu trữ ngày 14 tháng 4 năm 2018.
8. ↑  中國人物年鑒編委會 (1996). 中國人物年鑒(1995) (bằng tiếng Trung). 北京: 中國社會出版社. tr. 8–9. ISBN 7800888428. 義雲高，1955年5月15日出生於四川大邑縣。
9. ↑  H.H. Dorje Chang Buddha III A TREASURY OF TRUE BUDDHA-DHARMA《多杰羌佛第三世－正法寶典》 (PDF) (bằng tiếng Trung và Anh). USA: World Buddhism Publishing LLC 全球佛教出版社，World Dharma Voice, Inc 世界法音出版社. 2008. tr. 22、33. ISBN 9781892727411. Lưu trữ (PDF) bản gốc ngày 1 tháng 4 năm 2017. 頂聖如來多杰羌佛第三世雲高益西諾布，即是金剛總持，又名持金剛，為原始報身佛多杰羌佛降世，簡稱三世多杰羌佛 （在這世界亦曾被尊稱為義雲高大師）。
10. ↑  Congress Gov. 110th Congress, 2nd Session (ngày 30 tháng 9 năm 2007). "TRIBUTE TO MASTER WAN KO YEE" (bằng tiếng Anh). Bản gốc lưu trữ ngày 14 tháng 4 năm 2018. Master Wan Ko Ye, who was born in Sichuan, China, is now a permanent resident of the United States and resides in California.{{Chú thích web}}:  Quản lý CS1: tên số: danh sách tác giả (liên kết)
11. ↑  "Congressional Record, 110th Congress, 1st Session- TRIBUTE TO MASTER WAN KO YEE" (bằng tiếng Anh). CONGRESS GOV. ngày 7 tháng 9 năm 2007. Bản gốc lưu trữ ngày 14 tháng 4 năm 2018.
12. ↑  "真正合法認證的第三世多杰羌佛" (PDF) (bằng tiếng Trung). 國際日報. ngày 9 tháng 7 năm 2011. tr. A12宗教天地. Bản gốc (PDF) lưu trữ ngày 14 tháng 4 năm 2018. Truy cập ngày 16 tháng 11 năm 2018. {{Chú thích báo}}: Đã định rõ hơn một tham số trong |archivedate= và |archive-date= (trợ giúp); Đã định rõ hơn một tham số trong |archiveurl= và |archive-url= (trợ giúp)
13. ↑  "多杰羌佛第三世降世 佛教有了「教皇」" (bằng tiếng Trung). 今日新聞. ngày 10 tháng 4 năm 2008. Lưu trữ bản gốc ngày 26 tháng 7 năm 2017. Truy cập ngày 16 tháng 11 năm 2018.
14. ↑  H.H. Dorje Chang Buddha III A TREASURY OF TRUE BUDDHA-DHARMA《多杰羌佛第三世－正法寶典》 (PDF) (bằng tiếng Trung và Anh). USA: World Buddhism Publishing LLC 全球佛教出版社，World Dharma Voice, Inc 世界法音出版社. 2008. tr. 76. ISBN 9781892727411. Lưu trữ (PDF) bản gốc ngày 14 tháng 4 năm 2018. Urgyen Xirao stated that H.H. Yangwo Wan Ko Yeshe Norbu Great Dharma King is a magnificent being of great holiness.
15. ↑  "World Peace Prize Top Honer Prize－H.H. Dorje Chang Buddha III" (bằng tiếng Anh). WPPAC.NET. Bản gốc lưu trữ ngày 10 tháng 4 năm 2018. H.H. DORJE CHANG BUDDHA III is recognized by the World Peace Prize Awarding Council for his selfless devotion to an immensely wide scope of healing and rescue-relief activities directed at people from different communities throughout the world. His wisdom and benevolence embrace all races, ethnicities, cultures and religions: bringing kindness, peace and equality to all.
16. ↑  華府訊 (ngày 11 tháng 1 năm 2013). "美參院決議通過表揚第三世多杰羌佛獲頒世界和平奬" (bằng tiếng Trung). ETtoday.net. Lưu trữ bản gốc ngày 22 tháng 7 năm 2017. Truy cập ngày 16 tháng 11 năm 2018.
17. ↑  "World Peace Prize 2010 Awards" (bằng tiếng Anh). World Peace Prize Awarding Council. Lưu trữ bản gốc ngày 14 tháng 4 năm 2018. Truy cập ngày 16 tháng 11 năm 2018.